# Fernando Velasco
Fernando Velasco (Harris, 22 febbraio 1985) è un giocatore di football americano statunitense che milita nel ruolo di centro nella National Football League (NFL).

## Biografia
Dopo avere giocato al college a football a Georgia, Velasco non fu scelto nel corso del Draft NFL 2008 firmando coi Tennessee Titans. Nel 2010 disputò per la prima volta tutte le 16 gare del campionato, incluse tre come titolare. Divenuto free agent nel 2012 firmò coi Pittsburgh Steelers dopo l'infortunio di Maurkice Pouncey. Dopo avere disputato 11 gare come titolare finì egli stesso per infortunarsi al tendine d'Achille, chiudendo la stagione in lista infortunati. L'anno successivo passò ai Carolina Panthers disputando 13 gare di cui sette come titolare. Nella pre-stagione 2015 tornò ai Titans ma, dopo essere stato svincolato il 30 agosto, fece ritorno ai per fungere da riserva al centro Pro Bowler Ryan Kalil. Quando questi si infortunò prima della settimana 8, Velasco tornò a partire come titolare. Quell'anno coi Panthers raggiunse il Super Bowl 50, perso contro i Denver Broncos.

## Palmarès

### Franchigia
- National Football Conference Championship: 1

Carolina Panthers: 2015

## Statistiche
| Partite totali      | 83 |
| Partite da titolare | 38 |

Statistiche aggiornate alla stagione 2016